# Bidhuna
Bidhuna es una pueblo y nagar Panchayat situada en el distrito de Auraiya en el estado de Uttar Pradesh (India). Su población es de 32252 habitantes (2011). 

## Demografía
Según el  censo de 2001 la población de Bidhuna era de 24784 habitantes, de los cuales el 53% eran hombres y el 47% eran mujeres. Bidhuna tiene una tasa media de alfabetización del 74%, superior a la media nacional del 59,5%: la alfabetización masculina es del 78%, y la alfabetización femenina del 68%.